# Irina Makogónova
Irina Petrovna Makogónova (rus: Ирина Петровна Макогонова) (Vorónej, 12 de novembre de 1959) és una exjugadora de voleibol de Rússia. Va ser internacional amb la Selecció femenina de voleibol de la Unió Soviètica. Va competir en els Jocs Olímpics d'Estiu de 1980 a Moscou en els quals va guanyar la medalla d'or i va jugar els cinc partits.